# Solenopsis laevis
Solenopsis laevis é uma espécie de formiga do gênero Solenopsis, pertencente à subfamília Myrmicinae.